# Star Trek: Fenomén
Star Trek: Fenomén (voiceoverem v úvodu uváděno jako Star Trek: Protostar, v anglickém originále Star Trek: Prodigy) je americký animovaný sci-fi televizní seriál, v pořadí desátý z řady seriálů ze světa Star Treku. Zveřejňován je na internetové platformě Paramount+, úvodní dvojdíl byl uveden 28. října 2021. Tvůrci a showrunnery jsou bratři Kevin a Dan Hagemanovi. Fenomén, určený pro mladší diváky než ostatní seriály Star Treku, se zaměřuje na skupinu teenagerů, kteří začnou v roce 2383 používat nalezenou opuštěnou hvězdnou loď Spojené federace planet USS Protostar.
Stanice Nickelodeon, kde měl mít seriál původně premiéru, objednala v dubnu 2019 dvě desetidílné řady. V únoru 2021 společnost ViacomCBS oznámila, že seriál bude premiérově uváděn na streamovací službě Paramount+ a teprve následně vysílán na stanici Nickelodeon. Seriál byl zrušen a odstraněn z Paramount+ v červnu 2023, než stihla být vydána druhá řada, přestože byl v roce 2021 seriál obnoven a druhá řada již byla ve výrobě. V říjnu téhož roku převzal seriál Netflix a první řadu vydal v prosinci. Druhá řada byla premiérově vydána ve Francii na france.tv 22. března 2024 a na Netflixu 1. července. Obě řady nakonec sestávají z 20 dílů. 

## Příběh
Mladý Dal R'El je v roce 2383 vězněm v pracovní kolonii Tars Lamora v kvadrantu Delta a zkoumá možnosti útěku. Společně s několika dalšími, většinou podobně starými spoluvězni, najdou opuštěnou hvězdnou loď Spojené federace planet USS Protostar (NX-76884), kterou využijí k útěku z vězeňského asteroidu. Zjistí, že právě po této lodi pátral tzv. Diviner, vůdce kolonie Tars Lamora, který se ihned vydá v jejich stopách. Mladá posádka také objeví, že objevené plavidlo disponuje převratným typem pohonu. S pomocí holografického mentora, který má podobu kapitánky Kathryn Janewayové, se uprchlíci musí naučit spolupracovat a ovládat loď, aby přežili.

## Obsazení
- Brett Gray (český dabing: Josef Fečo) jako Dal R'El
- Ella Purnellová (český dabing: Sabina Rojková) jako Gwyndala „Gwyn“
- Jason Mantzoukas (český dabing: Jiří Krejčí) jako Jankom Pog
- Angus Imrie (český dabing: Daniel Krejčík) jako Zero
- Rylee Alazraquiová (český dabing: Linda Křišťálová) jako Rok-Tahk
- Dee Bradley Baker jako Murf
- Jimmi Simpson (český dabing: Zdeněk Mahdal) jako Drednok
- John Noble (český dabing: Bohdan Tůma) jako Diviner
- Kate Mulgrewová (český dabing: Adéla Kubačáková) jako hologram Kathryn Janewayová

## Vysílání
| Řada | Díly | Premiéra v USA              | Premiéra v USA                 | Premiéra v ČR                | Premiéra v ČR                    |
| Řada | Díly | První díl                   | Poslední díl                   | První díl                    | Poslední díl                     |
| ---- | ---- | --------------------------- | ------------------------------ | ---------------------------- | -------------------------------- |
| 1    | 20   | 28. října 2021 (Paramount+) | 29. prosince 2022 (Paramount+) | 18. dubna 2022 (Nickelodeon) | 24. listopadu 2022 (Nickelodeon) |
| 2    | 20   | 1. července 2024 (Netflix)  | 1. července 2024 (Netflix)     | 12. srpna 2024 (SkyShowtime) | 12. srpna 2024 (SkyShowtime)     |